# 2024年至2025年德国足协杯
2024年至2025年德国足协杯（德語：DFB-Pokal 2024/25）是采取淘汰制的德国足协杯的第82届赛事。这项赛事由德国足球协会运营，被视为继德国足球甲级联赛之后，德国足球第二重要的俱乐部锦标。共有64支球队参与本届赛事角逐，其中包括参加了去季德甲和德乙的所有俱乐部。六圈赛事定于2024年8月16日揭幕，至2025年5月24日结束。决赛将在柏林奥林匹克体育场举行，这座名副其实的中立场地自1985年以来一直承办决赛。本届赛事的卫冕冠军为德甲球队拜耳勒沃库森，它们在去季决赛中以1比0击败了凯泽斯劳滕。
德国足协杯的优胜者将自动获得2025-26赛季欧洲联赛联赛阶段的参赛资格。若优胜球队已通过德甲排名取得欧洲冠军联赛的参赛资格，那么该欧洲联赛资格将由德甲第六名球队获得，而德甲第七名球队将顺延参加欧洲协会联赛的第二轮资格赛。优胜球队还将在来赛季初主办2025年德国超级杯，并将对阵2024-25赛季德甲冠军。

## 赛制

### 参赛资格
德国足协杯是以64支球队开始角逐。去季德甲和德乙的全部36支球队，以及德丙的前四名球队自动获得参赛资格。剩余的名额中有21个给予各地区足球协会，即地区足协杯冠军。最后的3个名额，则给予三个拥有最多男子球队的地区协会，当前为巴伐利亚、下萨克森和威斯特法伦。其中下萨克森的名额是给予下萨克森杯业余组的冠军；而巴伐利亚及威斯特法伦的名额分别给予巴伐利亚地区联赛和威斯特法伦高级联赛中排名最高的该协会俱乐部。由于每支球队都有权参加地方赛事以争取从各地足协杯突围，因此原则上每支球队都可以竞争德国足协杯。预备队不允许参赛，因此不会出现同一协会或组织有两支相同球队参赛的情况。

### 抽签
不同的轮次将按照如下规则进行抽签：
在第一圈比赛中，参赛球队将分为两档、每档32支球队。第一档包括通过地区杯赛晋级的球队、德丙联赛的前四名球队和德乙联赛的后四名球队。这一档的每支球队都将抽中一支第二档球队，后者包括所有剩余的职业球队（所有德甲球队和余下的14支德乙球队）。在此过程中，第一档球队将被设定为主场作战。
第二圈也采用两档制，已晋级的德丙联赛和/或业余球队将进入第一档，余下的德甲和德丙联赛球队将进入第二档。然而此时两档的数量不需要相同，这主要取决于第一圈的赛果。从理论上讲，倘若第一圈时其中一档的所有球队均击败了另一档的球队，则第二圈甚至有可能只有一个分档。当其中一档被抽完时，剩余的对阵将在另一档中继续抽签，先被抽出的球队将进行主场作战。
对于再往后的轮次或决赛，将归为同一个档次进行抽签。任何晋级的德丙球队以及/或业余球队将成为主队——如果他们抽中的是职业球队。而在其他情况下，先被抽出的球队将进行主场作战。
决赛将在柏林奥林匹克体育场作为中立场地举行。首场半决赛的胜者会被视为“主队”，可优先选择出赛球衣。

### 比赛规则
每支球队每圈进行一场比赛。比赛时间为90分钟，分为各45分钟的两个半场进行。若90分钟的常规比赛内战成平局，则需进行两个半场为期15分钟的加时赛；若加时赛仍未分出胜负，则需进行点球大战决胜。首先主罚点球的球队将通过掷硬币决定。每队共有9名球员允许出现在替补席，常规时间内最多可替换5人。然而，每支球队只有三次换人机会，加时赛可增加至第四次，不包括在中场休息、加时赛开始前和加时赛中场休息时进行的换人。从四分之一决赛开始，德国足协杯的所有比赛场次都将使用视频助理裁判（VAR）。尽管技术上可行，VAR却不会在四分之一决赛前用于德甲球队的主场比赛，以便为所有的比赛提供统一的方针。

### 红黄牌
若球员在赛事期间累计获得5张黄牌，则将在下一场比赛中停赛。若球员在单场比赛中累计两张黄牌被罚下场，也将在下一场比赛中停赛。若球员在单场比赛中被红牌罚下，则将视情况而定被禁赛至少一场。

### 冠军资格
德国足协杯的冠军将自动获得来季欧洲联赛联赛阶段的参赛资格。如果它已通过德甲联赛的排名入围更高级别的欧洲冠军联赛，其资格将授予联赛第六名；而欧洲联赛第三轮资格赛的资格则顺延授予联赛第七名。足协杯冠军还将在来季初期获得德国超级杯的主办权，对阵去季德甲联赛冠军——除非同一支球队同时赢得德甲联赛和德国足协杯，实现双冠王。在这种情况下，其资格将授予德甲联赛亚军。

## 参赛球队
以下64支球队获得了本届德国足协杯的参赛资格：
| 德甲 18支球队来自2023–24赛季 | 德乙 18支球队来自2023–24赛季 | 德丙 前四名球队来自2023–24赛季 |
| - 奥格斯堡 - 柏林联 - 波鸿 - 云达不来梅 - 达姆施塔特98 - 普鲁士多特蒙德 - 和睦法兰克福 - 弗赖堡 - 海登海姆 - 霍芬海姆1899 - 科隆 - RB莱比锡 - 拜耳勒沃库森 - 美因茨05 - 普鲁士门兴格拉德巴赫 - 拜仁慕尼黑 - 斯图加特 - 沃尔夫斯堡 | - 和睦不伦瑞克 - 柏林赫塔 - 福尔图娜杜塞尔多夫 - 埃尔弗斯贝格 - 格罗伊特菲尔特 - 汉堡 - 汉诺威96 - 凯泽斯劳滕 - 卡尔斯鲁厄 - 荷尔斯泰因基尔 - 马格德堡 - 纽伦堡 - 奥斯纳布吕克 - 帕德博恩07 - 汉莎罗斯托克 - 沙尔克04 - 圣保利 - 韦恩威斯巴登 | - 乌尔姆1846 - 普鲁士明斯特 - 雅恩雷根斯堡 - 德累斯顿迪纳摩 |
| 地区足协代表 21个地区足协的24支球队（主要）来自地区足协杯 | | |
| 巴登 - 桑德豪森 巴伐利亚 - 因戈尔施塔特04 (CW) - 维尔茨堡踢球者 (LC) 柏林 - 维多利亚柏林 勃兰登堡 - 科特布斯能量 不来梅 - 不来梅 汉堡 - 条顿尼亚奥滕森 黑森 - 奥芬巴赫踢球者                                                      | 下莱茵 - 红白埃森 下萨克森 - 梅彭(3L/RL) - 希尔德斯海姆06（Am.） 梅克伦堡-前波美拉尼亚 - 格赖夫斯瓦尔德 中莱茵 - 阿勒曼尼亚亚琛 莱茵兰 - 科布伦茨 萨尔兰 - 萨尔布吕肯 萨克森 - 厄尔士山奥厄                                                   | 萨克森-安哈尔特 - 哈勒 石勒苏益格-荷尔斯泰因 - 吕贝克凤凰 南巴登 - 菲林根 西南 - 肖特美因茨 图林根 - 卡尔蔡司耶拿 威斯特法伦 - 阿米尼亚比勒费尔德（CW） - 洛特体育之友（OW） 符腾堡 - 阿伦 |

## 日程表

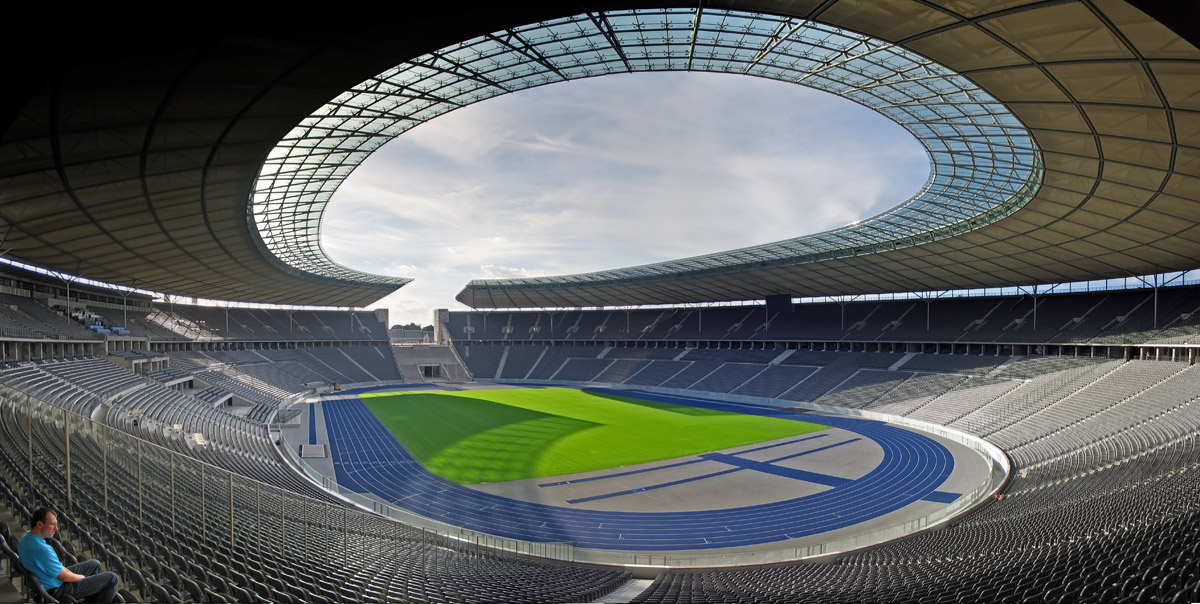
位于柏林的奥林匹克体育场将承办决赛

除非另有说明，所有抽签通常都于每一圈比赛后的周日傍晚举行。
2024-25赛季的比赛轮次时间安排如下：
| 阶段         | 抽签日期      | 比赛日期                          |
| ------------ | ------------- | --------------------------------- |
| 第一圈       | 2024年6月1日  | 2024年8月16－19日与8月27－28日    |
| 第二圈       | 2024年9月1日  | 2024年10月29－30日                |
| 八分之一决赛 | 2024年11月3日 | 2024年12月3－4日                  |
| 四分之一决赛 | 2024年12月8日 | 2025年2月4－5日与25－26日         |
| 半决赛       | 2025年3月2日  | 2025年4月1－2日                   |
| 决赛         | 2025年3月2日  | 2025年5月24日于柏林奥林匹克体育场 |

## 比赛
总共将进行63场比赛，从2024年8月16日的第一圈开始，到2025年5月24日在柏林奥林匹克体育场举行的决赛结束。
2024年10月27日之前和2025年3月30日之后的时间为欧洲中部夏令时间（UTC+2）。2024年10月28日至2025年3月29日的时间为欧洲中部时间（UTC+1）。

### 第一圈
参赛球队被分入两个签池。第一档签池包括2023-24赛季德乙联赛第15至18名的球队、2023-24赛季德丙联赛的前4名球队以及各地区足协的代表队；第二档签池则包含2023-24赛季德甲联赛的全部18支球队和德乙联赛的前14支名球队。每个抽签配对中，第一档的球队都会抽到第二档的球队，而第一档的球队将始终获得主场作赛权。第一圈抽签于2024年6月1日进行。仪式由德国前国脚尼尔斯·彼得森担任抽签嘉宾，而德国足协副主席彼得·弗里穆特则担任开签人。
| 2024年8月16日                       | 维尔茨堡踢球者           | 2–2 (加時) (3–5 )   | 霍芬海姆1899                    | 维尔茨堡                                           |
| 18:00                               | - 屈奇 11' - 汉内曼 100' | 報告                | - 法拉纳克 19'（乌龙球） - 107' | 場館： 安康竞技场 入場人數： 12,000 ： 马丁·彼得森 |
|                                     |                          |                     |                                 |                                                    |
| - 汉内曼 - 韦希格 - 迈泽尔 - 蔡泽尔 |                          | - 贝里沙 - 尤斯特凡 |                                 |                                                    |

| 2024年8月16日 | 韦恩威斯巴登   | 1–3 (加時) | 美因茨05              | 威斯巴登                                               |
| 18:00         | - 格聚希林 15' | 報告       | - 59' - 113' - 120+1' | 場館： 碧然德竞技场 入場人數： 12,500 ： 理夏德·亨佩尔 |

| 2024年8月16日 | 哈勒                        | 2–3 (加時) | 圣保利                                          | 哈勒                                                       |
| 18:00         | - 阿科诺 11' - 豪普特曼 62' | 報告       | - 埃格施泰因 48' - 季维加瓦 90+4' - 里茨卡 110' | 場館： 洛伊纳化学体育场 入場人數： 14,000 ： 丹尼尔·西伯特 |

| 2024年8月16日 | 乌尔姆1846 | 0–4  | 拜仁慕尼黑                              | 乌尔姆                                                 |
| 20:45         |            | 報告 | - 穆勒 12', 14' - 科芒 79' - 凯恩 90+3' | 場館： 多瑙体育场 入場人數： 17,400 ： 斯文·雅布隆斯基 |

| 2024年8月17日 | 肖特美因茨 | 0–2  | 格罗伊特菲尔特               | 美因茨                                                    |
| 13:00         |            | 報告 | - 斯尔贝尼 8' - 穆斯塔法 82' | 場館： 布鲁赫径体育场 入場人數： 4,235 ： 费利克斯·普里甘 |

| 2024年8月17日 | 厄尔士山奥厄 | 1–3  | 普鲁士门兴格拉德巴赫     | 奥厄-巴特施莱马                                                  |
| 13:00         | 克劳森 8'    | 報告 | - 奥诺拉 35' - 52' - 70' | 場館： 厄尔士山体育场 入場人數： 14,811 ： 弗洛里安·巴德施蒂布纳 |

| 2024年8月17日 | 格赖夫斯瓦尔德 | 0–1  | 柏林联       | 格赖夫斯瓦尔德                                    |
| 15:30         |                | 報告 | 韦尔特森 67' | 場館： 人民体育场 入場人數： 4,990 ： 卢卡斯·贝嫩 |

| 2024年8月17日 | 菲林根 | 0–4  | 海登海姆                              | 菲林根-施文宁根                                       |
| 15:30         |        | 報告 | - 布罗伊尼希 43', 48', 53' - 万纳 52' | 場館： MS科技竞技场 入場人數： 6,800 ： 法宾妮·米歇尔 |

| 2024年8月17日 | 红白埃森 | 1–4  | RB莱比锡                       | 埃森                                                         |
| 15:30         | 萨菲 2'  | 報告 | - 12' - 40' - 84' - 西蒙斯 88' | 場館： 港口街畔体育场 入場人數： 17,000 ： 克里斯蒂安·丁格特 |

| 2024年8月17日 | 因戈尔施塔特04 | 1–2  | 凯泽斯劳滕   | 因戈尔施塔特                                         |
| 15:30         | 马龙 88'       | 報告 | 毛泽 3', 36' | 場館： 奥迪体育公园 入場人數： 12,000 ： 罗宾·布劳恩 |

| 2024年8月17日 | 阿伦 | 0–2  | 沙尔克04    | 阿伦                                                     |
| 15:30         |      | 報告 | - 31' - 68' | 場館： 森图斯竞技场 入場人數： 10,850 ： 菲利克斯·布里希 |

| 2024年8月17日 | 奥斯纳布吕克 | 0–4  | 弗赖堡                               | 奥斯纳布吕克                                         |
| 15:30         |              | 報告 | - 赫勒 30' - 34' - 阿达穆 73', 90+4' | 場館： 不来梅桥 入場人數： 15,500 ： 托比亚斯·赖歇尔 |

| 2024年8月17日 | 阿勒曼尼亚亚琛              | 2–3  | 荷尔斯泰因基尔                       | 亚琛                                               |
| 18:00         | - 汉拉特斯 28' - 本朔普 60' | 報告 | - 町野修斗 16' - 罗森博姆 82', 90+1' | 場館： 蒂沃利 入場人數： 29,555 ： 米夏埃尔·巴赫尔 |

| 2024年8月17日 | 阿米尼亚比勒费尔德      | 2–0  | 汉诺威96 | 比勒费尔德                                           |
| 18:00         | - 贝克尔 14' - 奥皮 21' | 報告 |          | 場館： 旭格竞技场 入場人數： 27,500 ： 罗伯特·哈特曼 |

| 2024年8月17日 | 吕贝克凤凰 | 1–4  | 普鲁士多特蒙德                        | 汉堡                                                     |
| 18:00         | 伊洛卡 55' | 報告 | - 3' - 31'（） - 45+1' - 迪朗维尔 62' | 場館： 人民公园体育场 入場人數： 50,971 ： 马克斯·布尔达 |

| 2024年8月18日 | 维多利亚柏林 | 1–4  | 奥格斯堡                                              | 柏林                                                          |
| 13:00         | 刘威登 4'    | 報告 | - 雷治贝察伊 33' - 埃森德 53' - 多施 87' - 蒂茨 90+2' | 場館： 利希特费尔德体育场 入場人數： 8,000 ： 埃里克·魏斯巴赫 |

| 2024年8月18日                     | 萨尔布吕肯 | 1–1 (加時) (3–5 )                        | 纽伦堡       | 萨尔布吕肯                                                     |
| 13:00                             | 布林克 80' | 報告                                     | 谢夫奇克 12' | 場館： 路德维希公园体育场 入場人數： 18,000 ： 巴斯蒂安·丹克特 |
|                                   |            |                                          |              |                                                                |
| - 里祖托 - 齐韦亚 - 蔡茨 - 布林克 |            | - 杜曼 - 弗利克 - 塞拉 - 施莱默 - 卢巴赫 |              |                                                                |

| 2024年8月18日 | 条顿尼亚奥滕森 | 1–3  | 达姆施塔特98                                     | 汉堡                                                    |
| 15:30         | 施塔克 49'     | 報告 | - 克勒菲施 19' - 尼恩贝格尔 28'（） - 威廉松 62' | 場館： 米勒门体育场 入場人數： 5,000 ： 弗洛里安·莱希纳 |

| 2024年8月18日 | 雅恩雷根斯堡 | 1–0  | 波鸿 | 雷根斯堡                                               |
| 15:30         | 巴拉斯 70'   | 報告 |      | 場館： 雅恩体育场 入場人數： 12,000 ： 弗洛里安·赫夫特 |

| 2024年8月18日 | 不来梅 | 0–4  | 帕德博恩07                                          | 不来梅                                                  |
| 15:30         |        | 報告 | - 格里马尔迪 21', 58' - 卡斯塔涅达 51' - 米歇尔 52' | 場館： 潘岑贝格体育场 入場人數： 3,500 ： 马丁·施佩克纳 |

| 2024年8月18日 | 希尔德斯海姆06 | 0–7  | 埃尔弗斯贝格                                                                                                   | 希尔德斯海姆                                                     |
| 15:30         |                | 報告 | - 施内尔巴赫尔 17' - 费尔豪尔 32' - 舒尔策 43'（乌龙球） - 施托克 51' - 施马尔 62' - 西金格 76' - 博亚姆巴 78' | 場館： 弗里德里希·艾伯特体育场 入場人數： 5,000 ： 阿萨德·努胡姆 |

| 2024年8月18日 | 桑德豪森                      | 2–3 (加時) | 科隆                                | 桑德豪森                                                    |
| 15:30         | - 哈利米 59'（） - 迈尔 90+6' | 報告       | - 保利 20' - 迈纳 34' - 奥勒森 116' | 場館： 哈特森林BWT体育场 入場人數： 15,000 ： 本亚明·布兰德 |

| 2024年8月18日 | 汉莎罗斯托克 | 1–5  | 柏林赫塔                                                   | 罗斯托克                                                 |
| 15:30         | 贝里沙 46'   | 報告 | - 舍汉特 38' - 马扎 66' - 温克勒 75' - 尼德莱希纳 85', 88' | 場館： 波罗的海体育场 入場人數： 25,000 ： 罗伯特·施罗德 |

| 2024年8月18日 | 德累斯顿迪纳摩              | 2–0  | 福尔图娜杜塞尔多夫 | 德累斯顿                                                      |
| 18:00         | - 达费尔纳 18' - 迈斯纳 68' | 報告 |                    | 場館： 鲁道夫·哈比希体育场 入場人數： 30,000 ： 萨沙·斯特格曼 |

| 2024年8月18日 | 洛特体育之友 | 0–5  | 卡尔斯鲁厄                                                                    | 洛特                                                          |
| 18:00         |              | 報告 | - 黑罗尔德 2' - 瓦尼切克 21' - 萨巴 49'（乌龙球） - 齐夫齐瓦泽 69' - 孔泰 82' | 場館： 洛特十字体育场 入場人數： 4,637 ： 康拉德·奥尔德哈费尔 |

| 2024年8月18日 | 梅彭             | 1–7  | 汉堡                                                                                | 梅彭                                                   |
| 18:00         | - 哈里顿诺夫 90' | 報告 | - 费赖 17', 59' - 穆海姆 31' - 56' - 巴尔德 71' - 平特 80'（乌龙球） - 格拉策尔 89' | 場館： 亨施竞技场 入場人數： 12,959 ： 菲利克斯·茨瓦尔 |

| 2024年8月19日 | 科特布斯能量 | 1–3  | 云达不来梅         | 科特布斯                                                   |
| 18:00         | 罗里希 70'   | 報告 | 托普 32', 37', 55' | 場館： LEAG能量体育场 入場人數： 20,000 ： 哈尔姆·奥斯默斯 |

| 2024年8月19日 | 科布伦茨 | 0–1  | 沃尔夫斯堡          | 科布伦茨                             |
| 18:00         |          | 報告 | 帕特里克·维默尔 15' | 場館： 上韦特体育场 ： 泽伦·施托克斯 |

| 2024年8月19日 | 奥芬巴赫踢球者              | 2–1  | 马格德堡   | 美因河畔奥芬巴赫                                           |
| 18:00         | - 佐尔格 31' - 穆斯塔法 74' | 報告 | 卡尔斯 54' | 場館： 比伯山麓体育场 入場人數： 16,847 ： 帕特里克·阿尔特 |

| 2024年8月19日 | 和睦不伦瑞克 | 1–4  | 和睦法兰克福                           | 不伦瑞克                                                 |
| 20:45         | 绍博 89'     | 報告 | - 谢比 52' - 56', 61' - 马塔诺维奇 88' | 場館： 和睦体育场 入場人數： 21,201 ： 弗洛里安·埃克斯纳 |

| 2024年8月27日 | 普鲁士明斯特 | 0–5  | 斯图加特                                                    | 明斯特                                                     |
| 20:45         |              | 報告 | - 施蒂勒 7' - 15' - 35' - 沃尔特马德 72' - 卡拉佐尔 80'（） | 場館： 普鲁士体育场 入場人數： 12,672 ： 马蒂亚斯·约伦贝克 |

| 2024年8月28日 | 卡尔蔡司耶拿 | 0–1  | 拜耳勒沃库森 | 耶拿                                                          |
| 20:45         |              | 報告 | 52'          | 場館： 恩斯特·阿贝运动场 入場人數： 15,000 ： 托比亚斯·韦尔茨 |

### 第二圈
第二圈抽签于9月1日进行，由德国电视二台（ZDF）负责现场直播。与第一圈正赛一样，球队分为两个档次：第一档包含德甲和德乙球队，第二档则由更低级别联赛的球队组成。仪式由德国女子三人篮球运动员、2024年巴黎奥运会金牌得主索尼娅·格赖纳赫担任抽签嘉宾，而德国足协副主席彼得·弗里穆特则继续担任开签人。比赛于2024年10月29日至30日举行。
| 2024年10月29日 | 拜耳勒沃库森          | 3–0  | 埃尔弗斯贝格 | 勒沃库森                                             |
| 18:00          | - 2', 9' - 加西亚 36' | 報告 |              | 場館： 拜耳竞技场 入場人數： 29,787 ： 本亚明·布兰德 |

| 2024年10月29日 | 奥芬巴赫踢球者 | 0–2  | 卡尔斯鲁厄                    | 美因河畔奥芬巴赫                                             |
| 18:00          |                | 報告 | - 齐夫齐瓦泽 62' - 拜富斯 72' | 場館： 比伯山麓体育场 入場人數： 20,071 ： 拉尔斯·埃尔布斯特 |

| 2024年10月29日 | 奥格斯堡                               | 3–0  | 沙尔克04 | 奥格斯堡                                              |
| 18:00          | - 克洛德-莫里斯 26' - 87' - 埃森德 90' | 報告 |          | 場館： WWK竞技场 入場人數： 27,511 ： 弗兰克·维伦博格 |

| 2024年10月29日 | RB莱比锡                          | 4–2  | 圣保利                      | 莱比锡                                                 |
| 18:00          | - 12', 30' - 鲍姆加特纳 17' - 80' | 報告 | - 吉拉沃吉 28' - 斯米特 58' | 場館： 红牛竞技场 入場人數： 40,478 ： 菲利克斯·茨瓦尔 |

| 2024年10月29日 | 斯图加特               | 2–1  | 凯泽斯劳滕       | 斯图加特                                               |
| 20:45          | - 沃尔特马德 14' - 76' | 報告 | 托米亚克 43'（） | 場館： 曼合普竞技场 入場人數： 60,000 ： 丹尼尔·施拉格 |

| 2024年10月29日 | 科隆                     | 3–0  | 荷尔斯泰因基尔 | 科隆                                                       |
| 20:45          | - 伦珀勒 8' - 84', 90+7' | 報告 |                | 場館： 莱茵能源体育场 入場人數： 50,000 ： 巴斯蒂安·丹克特 |

| 2024年10月29日 | 沃尔夫斯堡 | 1–0 (加時) | 普鲁士多特蒙德 | 沃尔夫斯堡                                               |
| 20:45          | 117'       | 報告       |                | 場館： 大众汽车竞技场 入場人數： 30,000 ： 丹尼尔·西伯特 |

| 2024年10月29日 | 雅恩雷根斯堡 | 1–0  | 格罗伊特菲尔特 | 雷根斯堡                                         |
| 20:45          | 布利奇 59'   | 報告 |                | 場館： 雅恩体育场 入場人數： 10,500 ： 汤姆·鲍尔 |

| 2024年10月30日 | 弗赖堡          | 2–1  | 汉堡       | 弗赖堡                                                     |
| 18:00          | - 19' - 44'（） | 報告 | 梅费特 51' | 場館： 欧洲公园体育场 入場人數： 34,500 ： 菲利克斯·布里希 |

| 2024年10月30日 | 柏林赫塔           | 2–1  | 海登海姆 | 柏林                                                     |
| 18:00          | - 舍汉特 16' - 74' | 報告 | 席默 89' | 場館： 奥林匹克体育场 入場人數： 44,135 ： 罗伯特·坎普卡 |

| 2024年10月30日 | 和睦法兰克福  | 2–1  | 普鲁士门兴格拉德巴赫 | 法兰克福                                                     |
| 18:00          | - 45+2' - 70' | 報告 | 板倉滉 47'           | 場館： 德意志银行公园 入場人數： 58,000 ： 马蒂亚斯·约伦贝克 |

| 2024年10月30日 | 帕德博恩07 | 0–1  | 云达不来梅 | 帕德博恩                                               |
| 18:00          |            | 報告 | 30'        | 場館： 豪华家竞技场 入場人數： 15,000 ： 马克斯·布尔达 |

| 2024年10月30日 | 阿米尼亚比勒费尔德      | 2–0  | 柏林联 | 比勒费尔德                                                   |
| 20:45          | - 韦尔 12' - 贝克尔 71' | 報告 |        | 場館： 旭格竞技场 入場人數： 26,117 ： 沃尔夫冈·哈斯尔贝格尔 |

| 2024年10月30日 | 霍芬海姆1899                  | 2–1  | 纽伦堡       | 辛斯海姆                                               |
| 20:45          | - 塔巴科维奇 27' - 沙维斯 71' | 報告 | 埃姆雷利 47' | 場館： 普瑞泽柔竞技场 入場人數： 18,001 ： 蒂莫·格拉赫 |

| 2024年10月30日 | 德累斯顿迪纳摩     | 2–3 (加時) | 达姆施塔特98                                   | 德累斯顿                                                        |
| 20:45          | 莱麦尔 84', 90+10' | 報告       | - 武科蒂奇 56' - 肯佩 90+2'（） - 利德贝里 98' | 場館： 鲁道夫·哈比希体育场 入場人數： 30,070 ： 托比亚斯·施蒂勒 |

| 2024年10月30日 | 美因茨05 | 0–4  | 拜仁慕尼黑                             | 美因茨                                               |
| 20:45          |          | 報告 | - 穆西亚拉 2', 37', 45+4' - 萨内 45+1' | 場館： 美瓦竞技场 入場人數： 33,305 ： 萨沙·斯特格曼 |

### 八分之一决赛
八分之一决赛抽签仪式于2024年11月3日，作为“体育纵览”栏目的播出时段在多特蒙德的德国足球博物馆举行。仪式由德国萨克斯管演奏家安德烈·施努拉担任抽签嘉宾，而德国足协体育总监则担任开签人。比赛于2024年12月3日至4日举行。
| 2024年12月3日 | 阿米尼亚比勒费尔德                       | 3–1  | 弗赖堡 | 比勒费尔德                                             |
| 18:00         | - 兰内特 28' - 卡尼亚 36'（） - 奥皮 81' | 報告 | 63'    | 場館： 旭格竞技场 入場人數： 26,311 ： 弗兰克·维伦博格 |

| 2024年12月3日 | 雅恩雷根斯堡 | 0–3  | 斯图加特                               | 雷根斯堡                                                     |
| 18:00         |              | 報告 | - 米约 10' - 蔡斯 19' - 沃尔特马德 61' | 場館： 雅恩体育场 入場人數： 15,210 ： 弗洛里安·巴德施蒂布纳 |

| 2024年12月3日 | 拜仁慕尼黑 | 0–1  | 拜耳勒沃库森 | 慕尼黑                                                 |
| 20:45         |            | 報告 | 特拉 69'     | 場館： 安联竞技场 入場人數： 75,000 ： 哈尔姆·奥斯默斯 |

| 2024年12月3日 | 云达不来梅 | 1–0  | 达姆施塔特98 | 不来梅                                             |
| 20:45         | 容 90+4'   | 報告 |              | 場館： 威悉体育场 入場人數： 40,000 ： 马丁·彼得森 |

| 2024年12月4日 | 科隆                                             | 2–1 (加時) | 柏林赫塔     | 科隆                                                       |
| 18:00         | - 尼德莱希纳 30'（乌龙球） - 柳比契奇 120+1'（） | 報告       | 马扎 12'（） | 場館： 莱茵能源体育场 入場人數： 50,000 ： 托比亚斯·赖歇尔 |

| 2024年12月4日 | 沃尔夫斯堡               | 3–0  | 霍芬海姆1899 | 沃尔夫斯堡                                               |
| 18:00         | - 瓦夫罗 63' - 67' - 85' | 報告 |              | 場館： 大众汽车竞技场 入場人數： 13,909 ： 丹尼尔·施拉格 |

| 2024年12月4日 | RB莱比锡         | 3–0  | 和睦法兰克福 | 莱比锡                                                 |
| 20:45         | - 31' - 50', 58' | 報告 |              | 場館： 红牛竞技场 入場人數： 37,187 ： 斯文·雅布隆斯基 |

| 2024年12月4日                                      | 卡尔斯鲁厄                       | 2–2 (加時) (4–5 )                       | 奥格斯堡              | 卡尔斯鲁厄                                             |
| 20:45                                              | - 施罗伊塞纳 54' - 瓦尼切克 111' | 報告                                    | - 埃森德 40' - 120+3' | 場館： 苑囿体育场 入場人數： 28,422 ： 托比亚斯·施蒂勒 |
|                                                    |                                  |                                         |                       |                                                        |
| - 瓦尼切克 - 洪齐克 - 拜富斯 - 黑罗尔德 - 霍伊塞尔 |                                  | - 蒂茨 - 施洛特贝克 - 雷治贝察伊 - 鲍尔 |                       |                                                        |

### 四分之一决赛
四分之一决赛抽签于2024年12月15日进行，由德国电视二台（ZDF）负责现场直播。仪式由德国国家手球队成员、2024年奥运会男子手球比赛银牌得主尤利安·克斯特担任抽签嘉宾。比赛分别于2025年2月4日至5日以及25日至26日举行。
| 2025年2月4日 | 斯图加特   | 1–0  | 奥格斯堡 | 斯图加特                                            |
| 20:45        | 温達夫 30' | 報告 |          | 場館： MHP竞技场 入場人數： 59,000 ： 薩沙·斯特格曼 |

| 2025年2月5日 | 拜耳勒沃库森                     | 3–2 (加時) | 科隆                     | 勒沃库森                                               |
| 20:45        | - 希克 61', 90+6' - 博尼費斯 98' | 報告       | - 唐斯 45+10' - 迈纳 54' | 場館： 拜耳竞技场 入場人數： 30,210 ： 弗蘭克·維倫博格 |

| 2025年2月25日 | 阿米尼亚比勒费尔德                  | 2–1  | 云达不来梅 | 比勒费尔德                                           |
| 20:45         | - 韦尔 35' - 马拉蒂尼 41'（乌龙球） | 報告 | 56'        | 場館： 旭格竞技场 入場人數： 26,311 ： 罗伯特·哈特曼 |

| 2025年2月26日 | RB莱比锡 | 1–0  | 沃尔夫斯堡 | 莱比锡                                                 |
| 20:45         | 69'（）  | 報告 |            | 場館： 红牛竞技场 入場人數： 35,000 ： 托比亚斯·赖歇尔 |

### 半决赛
半决赛抽签于2025年3月2日进行，由德国电视一台在“体育纵览”栏目中进行现场直播。仪式由德国前国脚担任抽签嘉宾。比赛分别于2025年4月1日至2日举行。
| 2025年4月1日 | 阿米尼亚比勒费尔德          | 2–1  | 拜耳勒沃库森 | 比勒费尔德                                             |
| 20:45        | - 韋爾 20' - 格羅塞爾 45+3' | 報告 | 泰希 17'     | 場館： 旭格竞技场 入場人數： 26,601 ： 哈尔姆·奥斯默斯 |

| 2025年4月2日 | 斯图加特                                  | 3–1  | RB莱比锡 | 斯图加特                                                 |
| 20:45        | - 施蒂勒 5' - 沃尔特马德 57' - 莱韦林 73' | 報告 | - 62'    | 場館： 曼合普竞技场 入場人數： 60,000 ： 斯文·雅布隆斯基 |

### 决赛
決賽於2025年5月24日在柏林的奧林匹克運動場舉行。
| 阿米尼亚比勒费尔德                    | 2–4  | 斯图加特                               |
| ------------------------------------- | ---- | -------------------------------------- |
| - 卡尼亚 82' - 法格诺曼 85'（乌龙球） | 報告 | - 沃尔特马德 15' - 米约 22', 66' - 28' |